# 魯沙因
魯沙因（德语，德語發音：[ˈʁuːʃaɪ̯n]，羅曼什語發音：[ʁuˈʒɛɪ̯n] ⓘ）是瑞士格勞賓登州的一个旧市镇，位於該國東部，由格勞賓登州負責管轄，面積12.56平方公里，海拔高度1,155米，2011年人口345，七成居民使用羅曼什語，人口密度每平方公里28人。

## 外部連結
- Official website （页面存档备份，存于） （德文）